# حیات وحش هند
شبه‌جزیره هند محل زندگی گونه‌های متنوع و نادری از جانوران است. جانورانی همچون ببر بنگال، ببر هندوچین، شیر آسیایی، پلنگ هندی، پلنگ هندوچینی، پلنگ برفی، پلنگ ابری و همین‌طور گونه‌های مختلفی از گوزن، چیتال، باراسینگا، فیل هندی، کرگدن هندی و بسیاری دیگر است. حیات وحش متنوع این منطقه دارای بیش از ۱۲۰ پارک ملی، ۱۸ ذخیره‌گاه و بالغ بر ۵۰۰ پناهگاه حیات وحش است که در سراسر کشور پراکنده هستند هند جزو ۳۶ کشور دارای نقاط مهم تنوع زیستی می‌باشد. حدود ۱۸۵۰۰ گونه گیاهان گلدار در هند وجود دارد. قوانین جنگل‌های هند مصوب سال ۱۹۲۷ میلادی به بهبود وضعیت حفاظت و امنیت زیستگاهی طبیعی کمک شایانی نموده‌است. بسیاری از مناطق، از جمله جنگل‌های شولا، از دیدگاه بوم‌زادی دارای رتبهٔ بسیار برجسته‌ای هستند که مشتمل بر ۳۳٪ گونه گیاهی بومی است.
کشور هند، فارغ از مسائل مختلف زیست‌محیطی، نسبت به اروپا دارای حیات وحش بسیار غنی و متنوع‌تری است. پستانداران بزرگ و جذاب در گردشگری هند نقش بسیار مهمی را ایفا می‌نمایند و چندین پارک ملی و ذخیره‌گاه حیات وحش نیازهای اولیهٔ گردشگری هند را برآورده می‌نمایند. پروژهٔ مشهور به پروژهٔ ببر که از سال ۱۹۷۲ آغاز شده‌است، برنامه‌ای است جامع برای حفظ ببر و زیستگاه‌های این جانور سرشماری ببرهای هند در سال ۲۰۰۸ میلادی از وجود تنها ۱۴۱۱ قلاده ببر حکایت داشت و این در حالی است که در آخرین سرشماری مربوط به سال ۲۰۱۰ میلادی، تعداد این پستاندار گوشتخوار، تنها در حدود ۱۷۰۰ قلاده تخمین زده شد.